# A Legião Estrangeira
A Legião Estrangeira é uma coletânea de contos da autora brasileira Clarice Lispector, publicado em setembro de 1964 pela Editora do Autor.
Os contos não tem um tema único, mas abordam questões familiares, infantis e a solidão.
Entre os textos da obra está "Viagem à Petrópolis", escrito quando a autora tinha apenas 14 anos, cujo texto fala de uma senhora de idade que, não tendo onde morar de forma permanente, se muda com frequência. Outro texto, "Os desastres de Sofia", tratada da maldade infantil através do relacionamento aluno-professor. Em "A Mensagem", Clarice trata do impasse de dois amigos estudantes que não querem se ver como "homem" e "mulher", sendo que o rapaz passa a entender a situação do relacionamento apenas quando sua amiga vai embora.
No ano de 2021, o professor Rodrigo Barreto, em uma de suas lives no instagram, analisou alguns contos de Clarice Lispector e afirmou que, de acordo com o professor José Miguel Wisnik, Laços de família, Legião estrangeira e Paixão segundo GH constituem uma trilogia implícita. 
A edição lançada pela editora Ática contou com as ilustrações do renomado ilustrador e designer gráfico Elifas Andreato.

## Contos reunidos
A Legião Estrangeira é uma coletânea composta pelos contos:
- Os desastres de Sofia
- A repartição dos pães
- A mensagem
- Macacos
- O ovo e a galinha
- Tentação
- Viagem a Petrópolis
- A solução
- Evolução de uma miopia
- A quinta história
- Uma amizade sincera
- Os obedientes
- A Legião Estrangeira